# 仰光大金寺

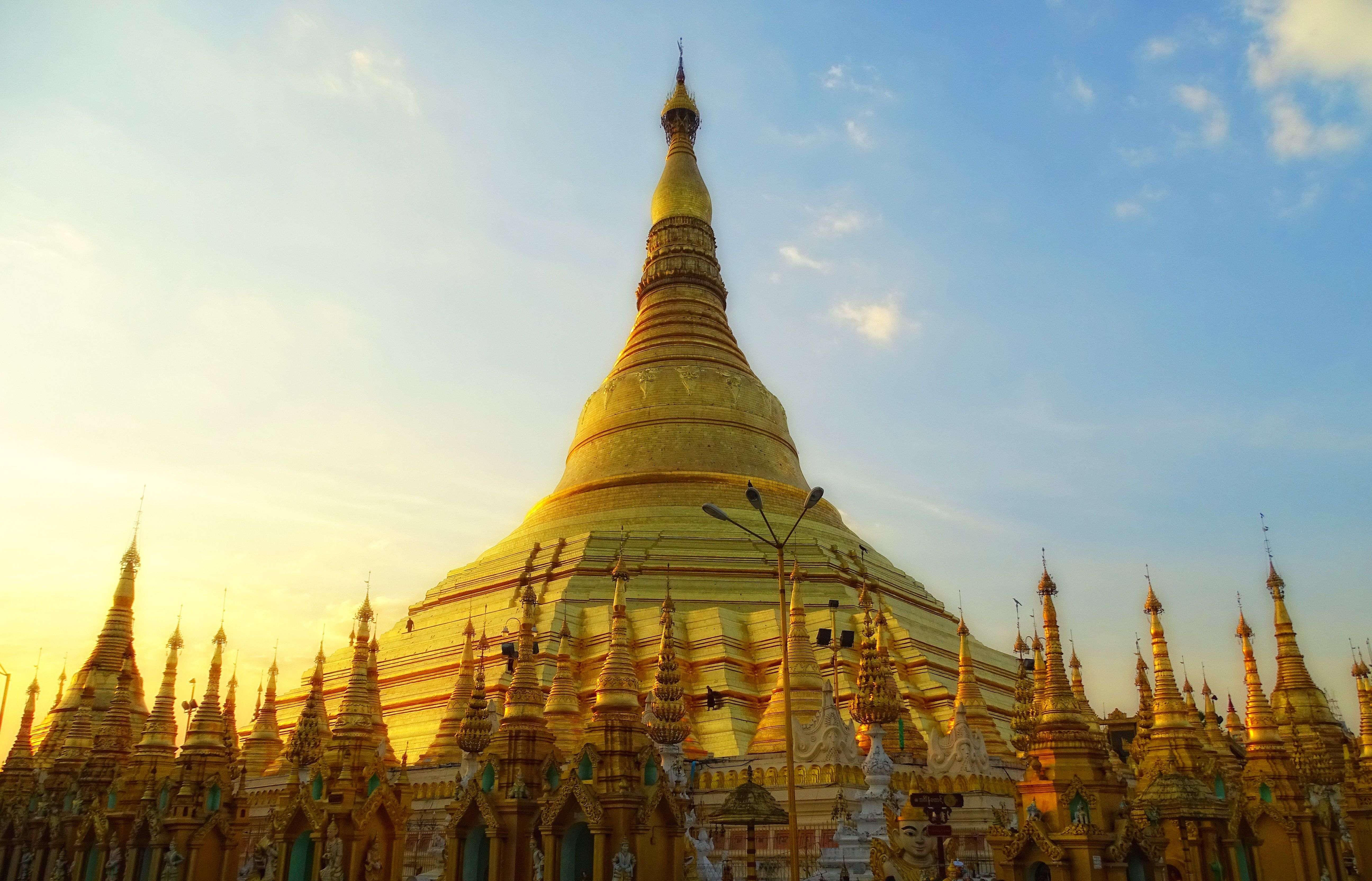
仰光大金塔

仰光大金寺（緬甸語：ရွှေတိဂုံဘုရား Hyweiṯăgouñ hpăyà）又稱仰光大金塔（緬甸語：ရွှေတိဂုံစေတီတော် Hyweiṯăgouñ s̱eiṯiṯo；拉丁化拼音：hrwe ti. gum. bhu. ra:；意爲“金大光塔”）或雪德宮大金塔、瑞德宮，是一座位於緬甸仰光的窣堵坡。其高度為112米，表面則鋪上了一層金，再加上它是位於皇家園林西邊的聖山丁固达拉山之上，所以這座塔也就在仰光市天際線中獨佔鰲頭了。它是緬甸中最神聖的佛塔，因為它供奉了四位佛陀的遺物，包括是拘留孫佛的杖，正等覺金寂佛的淨水器，迦葉佛的袍及佛祖釋迦牟尼的八根頭髮。

## 歷史

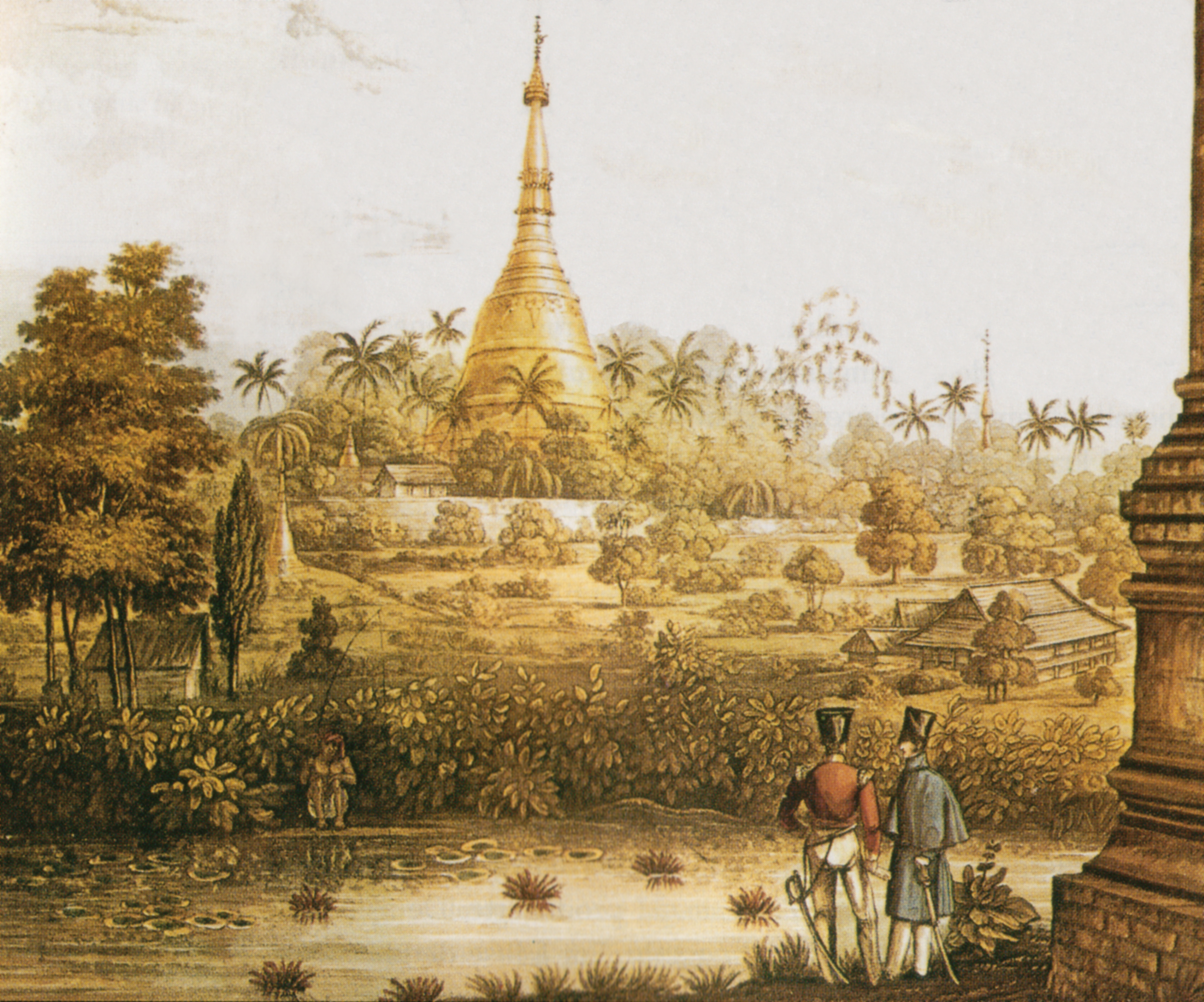
一幅英国于1852年印刷的仰光大金寺图，显露了早期英国在缅甸的入侵，在第一次英缅战争时期。

傳說此塔在2600年前佛祖死前（公元前486年）就已經建成，然而考古學家相信此塔是由孟族在公元六世紀至十世紀所建成的。傳說與考古學的意見有異，所以此問題仍是頗具爭議性的。而這佛塔的傳說則由一對遇見佛祖的孟族商人兄弟開始——他們收到了佛祖的八根毛髮，準備送到緬甸供奉。該對兄弟到了緬甸，在當地國王的幫助下找到供奉不少佛祖寶物的聖山。當該八根佛祖毛髮在兩人的金匣子取出供奉時，有些不可思議的事發生了：
|  | （譯）這是一個撼動人神的騷動，從髮絲散發出來的光穿透天（堂）地（獄），使盲的能見，聾的能聽，啞的能說得清楚；而且天降旱雷，地動山搖，連須彌山也受到影響，寶石像雨般從天而降，深度達至膝下而止；在喜馬拉雅山上的樹，即使不在開花的季節中也紛紛開花結果了。 |

該佛塔在建成後日久失修，直至1300年中由勃固王頻耶陀努（Binnya U）重建該塔至18米高，其後經過多次重建，直到15世紀，塔的高度才達至98米。在隨後的數個世紀中，該佛塔在多次地震中遭受破壞。而在1768年地震中，塔頂則被震毀。而現在的塔頂是由貢榜王朝的白象王辛標信所建的。而新的塔尖（緬甸語為hti）則在1871年英國入侵南緬後由緬甸王敏東捐贈，高度提升至112米。

## 設計

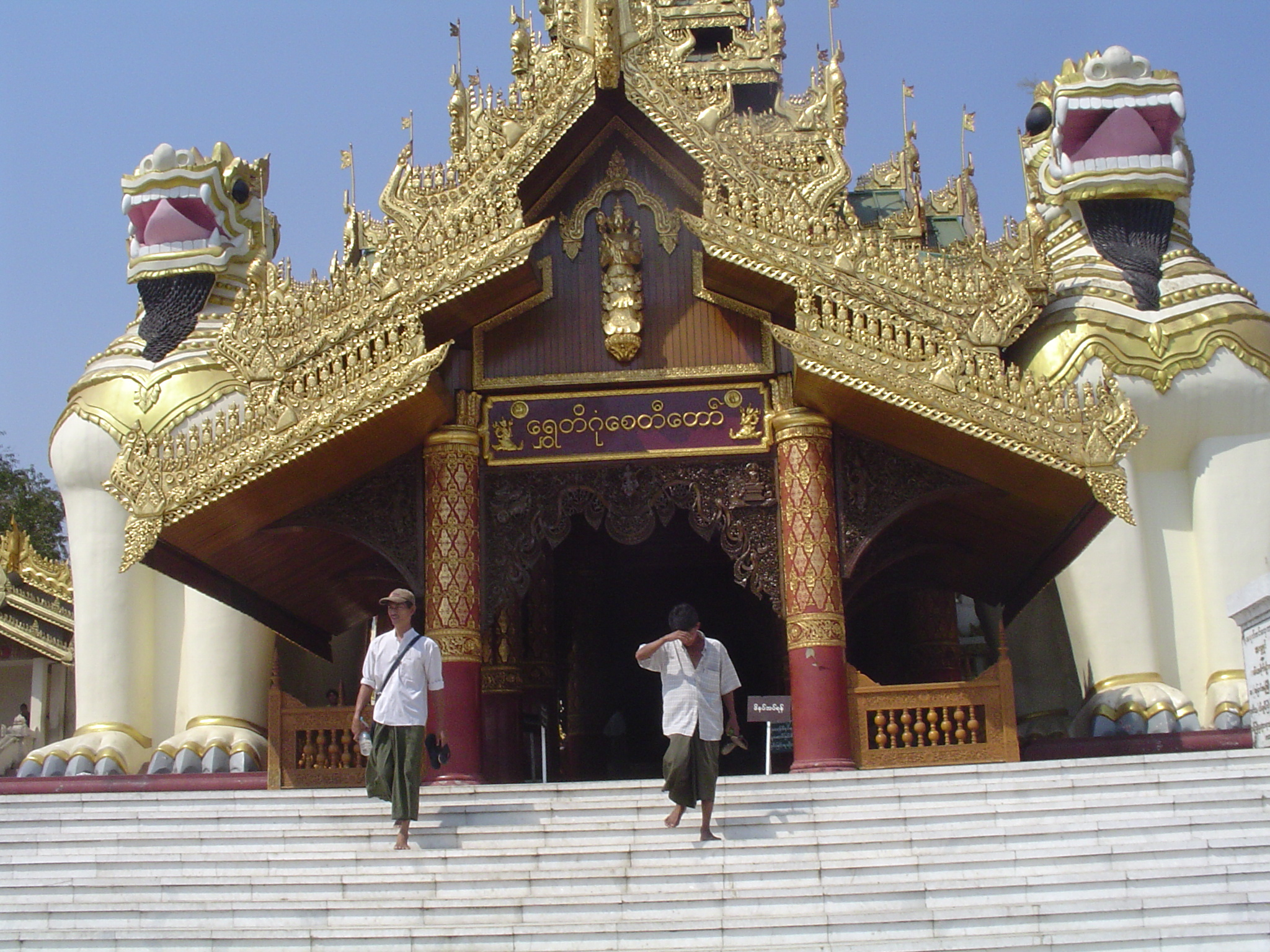
寺廟的南門

塔基周長433米，周圍有由木石建成，風格各異的64座小塔和4座中塔，塔有四個入口（mouk）皆有石獅把守，而在入口後則有一連串的梯級直達至山上的平台。在東及南面的入口有售賣金箔、香燭、鮮花等祭祀用品及幸運符、佛像、書籍、傘子之類紀念品的攤檔；而在南大門兩旁則有一對"chinte"的獅身人面像把守，見圖。在一連串梯級上面，則有第二位佛陀Konagamana的像。塔底是由磚塊砌成，並覆上金塊。在塔底之上則為寺廟的梯台（pyissayan），是寺廟的核心部分的開始，故只有僧侶及男性才能進入。在更上的地方，就是其鐘型的部分（khaung laung bon），在其上面則是經幡（baung yit）及倒轉的鉢（thabeik），再接著的是蓮花瓣（kya hmauk kya hlan）及蕉的花蕾（nga pyaw bu）。而最上面的金傘（htì）有5448粒鑽石及2317粒紅寶石。在塔的尖端，則有一顆被稱為“金剛芽”（စိန်ဖူး seiñh͟pù），重76卡拉的巨鑽。而在塔的周圍則懸挂著1065個金鈴和420個銀鈴。
塔身所鋪的金是由真正的金塊製成的，把塔的磚石結構覆蓋。而金則是由緬甸上下各階層的人捐贈出來的。這傳統是由十五世紀自孟族女皇開始流傳至今。塔內則有壁龕裏供奉著玉石佛像。

## 儀式

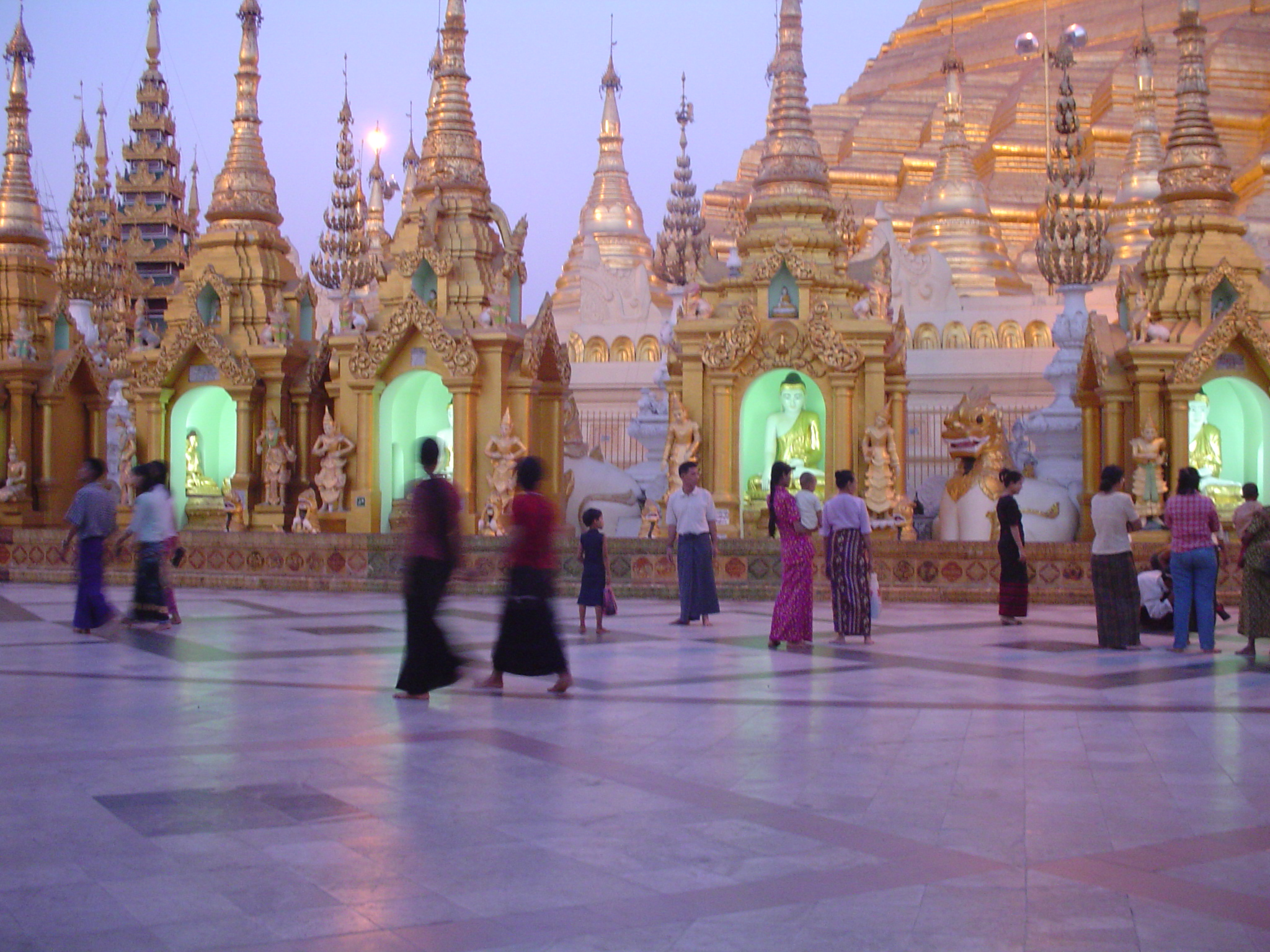
水星祭壇

訪客在入寺前必須把自己的鞋子脫掉。而在東及南的梯道上則有闊的階梯及傳統的店舖；在南方的梯道有升降機，而在較少人用的西通道也有電梯以方便遊客。緬甸人會在塔前以順時針繞行的。緬甸人相信人出生的日子會決定其星座，這樣的星座有八個，分別代表一星期的七天及星期三的上、下午，而星座則有八種的動物，有鵬鳥、虎、獅、有牙象、無牙象、鼠、天竺鼠及龍，分別代表在星期日至星期六出生的人。而每一個星座則有一個佛相，而信眾則向其佛相供奉花，旗子及潑水以祈禱及許願。而塔的地基則為正八邊型，並被較少的神龕圍著，而八這字則代表了一星期的各天，也就是緬甸人的八個星座。

## 文藝影响
魯德亞德·吉卜林於1899年在其作品From Sea to Sea and Other Sketches-- Letters of Travel vol. 1記載了他在10年前 (1889年)到大金寺遊覽的事。節錄如下，而全文則有見於下方連結：
|  | 一個金色的神秘物從地平線而起，一個令人嘆為觀止的奇蹟在太陽下閃耀，它的形狀既不是伊斯蘭的圓頂，也不是印度教的尖塔。它在綠色的地上聳立著，而在塔下只有倉庫，棚子等作陪襯。我正在想，有甚麼神是不能被我國壓制的？ |

|  | 我的同伴說:‘那兒是和魔鬼有關 (Shway Dagon)，把它拆掉吧！！’但這塔是不應該受到咀咒的，因為它是我們佔領仰光的原因，而且它更驅使我們在這土地上發現更多富饒珍貴的東西。這地到了現時為止，和在印度所見到的分別不大，但那圓頂彷彿向我們告訴這就是與別不同的緬甸。而我的同伴隨後便說它算是一座著名的舊寺廟現在東宇——曼德勒的路開放了，朝聖者從四方八面而來向這塔朝拜。它曾在地震中沒了大金頂，所以在它周圍搭了棚，而且你應該在拆了棚後去看這塔，因為它又重新再鋪上金了。 |

## 戰爭及入侵

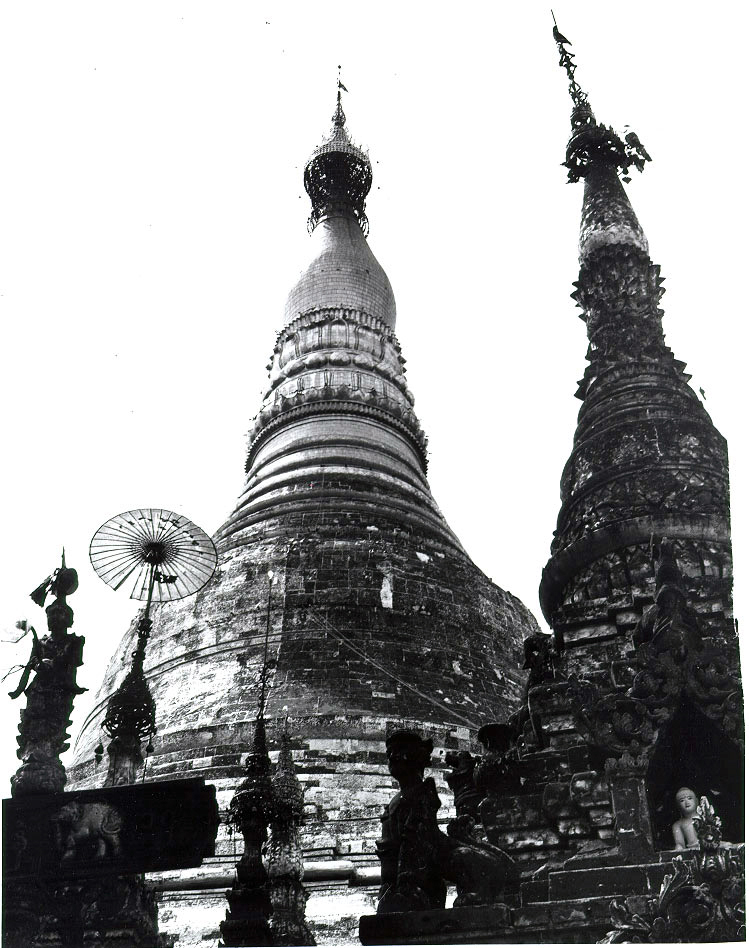
第二次世界大戰後的仰光大金寺

1608年，葡萄牙探險家菲力佩·德·布里托（在緬甸語中被稱為Nga Zinga）在大金寺搶掠，把由達磨悉提王（Dhammazedi）捐贈，重300噸的大鐘帶走，目的是為了鑄砲，但他在橫渡勃固河途中，被盜去鐘掉進河裏，從此便消失於水中了。
兩世紀之後，大英帝國在1824年5月11日第一次英緬戰爭中登陸仰光，並立刻佔領了大金寺作為英軍的要塞及司令部，原因是取其在城中為於高處的地利。而大金寺的塔則在英軍撤離後仍予以保留。該寺在佔領期間遭受破壞，而且更有一軍官為了興建彈藥庫，更曾在塔下鑽洞。而在塔中的另一個於1779年鑄造的大鐘也被英軍運去，試圖把它運到加爾各答，但也是和上面的事件一樣，大鐘也掉在河裏而不知所終。英軍嘗試把它打撈，但不成功，而當地人則以復原佛塔的條件幫助英軍，英軍答應他們的要求；潛水員在鐘底紮起百多條竹枝，並最終可以令該大鐘浮起。這一個鐘常與42噸重，在1841年由沙耶瓦底王（Tharrawaddy）捐贈的香鐘（Gandha Bell）有所混淆，香鐘上鋪有20公斤的黃金，極其奢華之至，而它的大少更只是僅次於在大金寺東北角一亭中的明宮鐘。
在第二次緬甸戰爭中，英軍在1852年4月再次佔領大金寺，而且軍隊更佔領至1929年，時間達77年之久；但當地的人民則可以進入寺廟參拜的。

## 安葬的名人
- 巴哈杜爾沙二世：莫臥兒帝國末代皇帝，被英國人關押在此至死
- 吳丹：第3任聯合國秘書長

## 政治角力場
在1936年，緬甸發生第二次大學生罷課事件，而大金寺則為他們駐紮的基地。在1946年的一月，昂山將軍在大金寺向聚集的人群發表了向英國政府表達獨立要求的宣言，而在42年後的1988年8月26日，昂山的女兒，昂山素姬在塔前與500,000人舉行集合及演說，向軍政府表達民主訴求，並召集了8888起義，為第二次獨立作出努力。
莫臥兒帝國末代皇帝巴哈杜爾沙二世一家也被英國人押解此處囚禁。

## 圖集

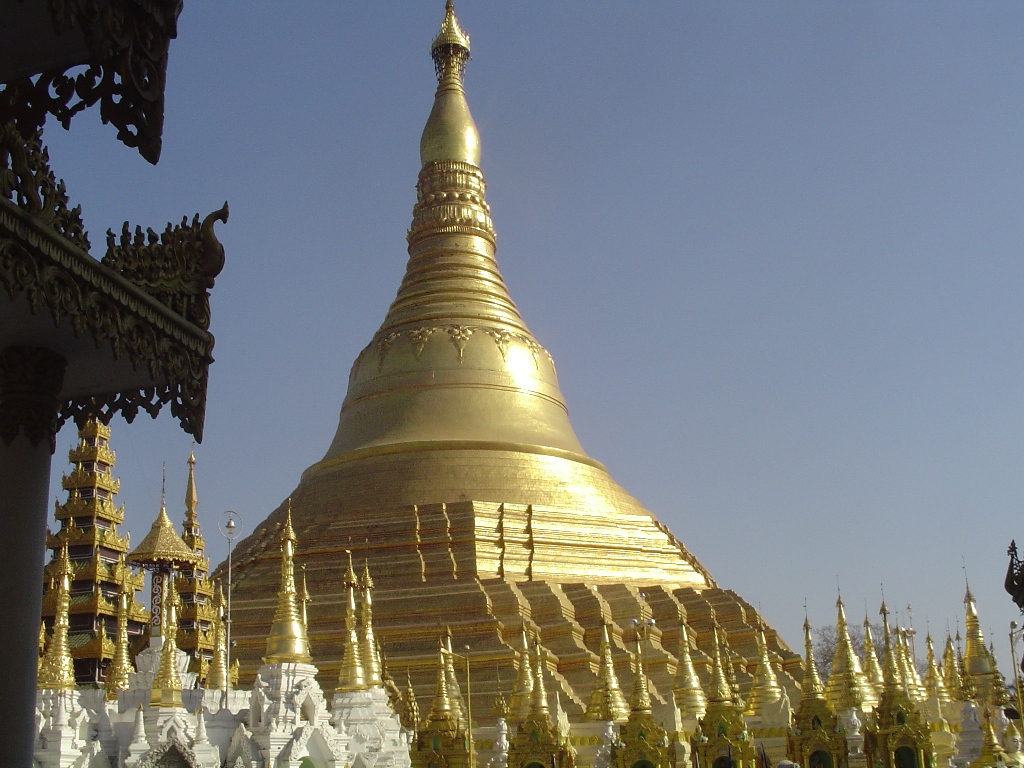
大金寺
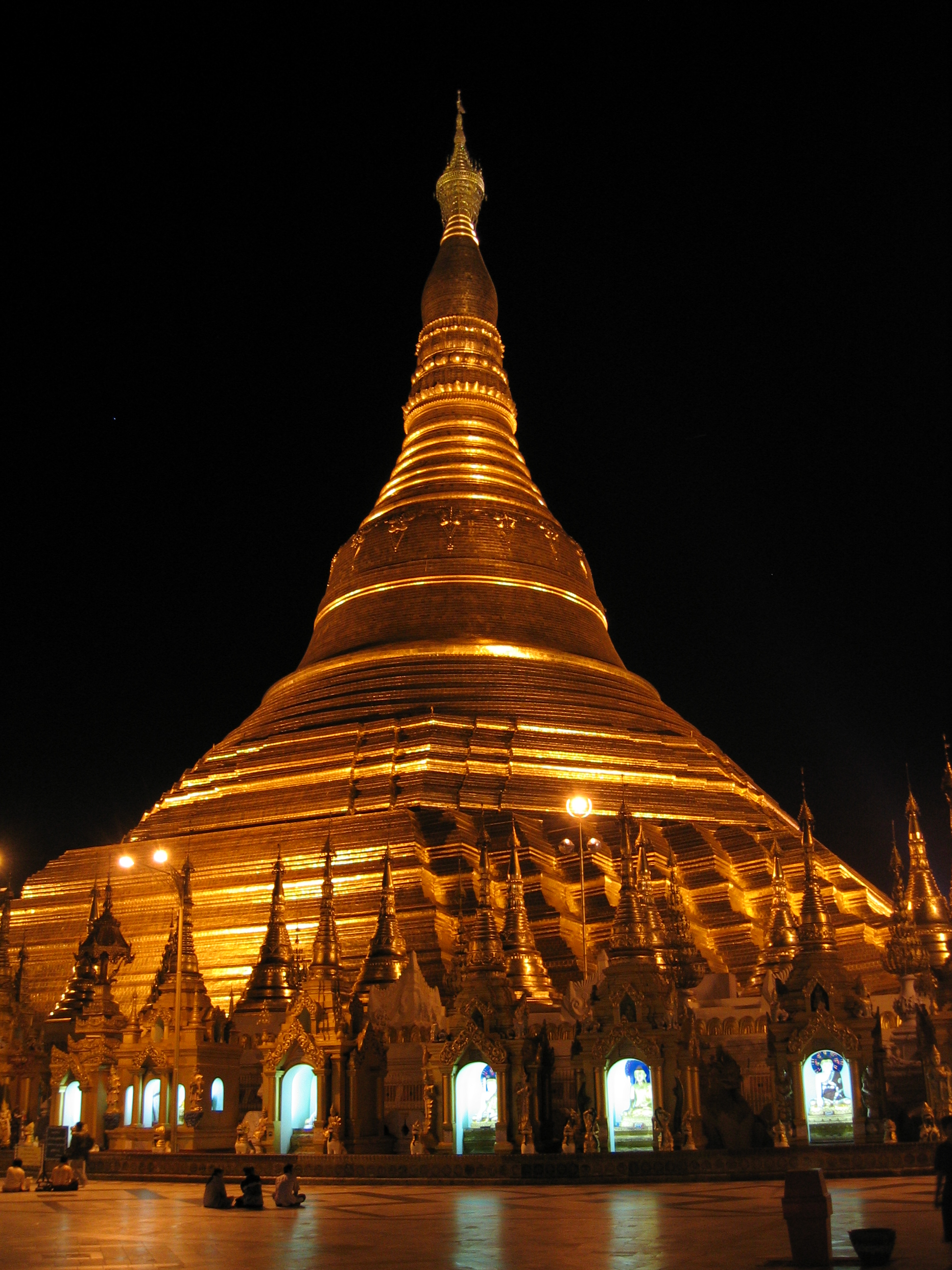
夜晚的大金寺
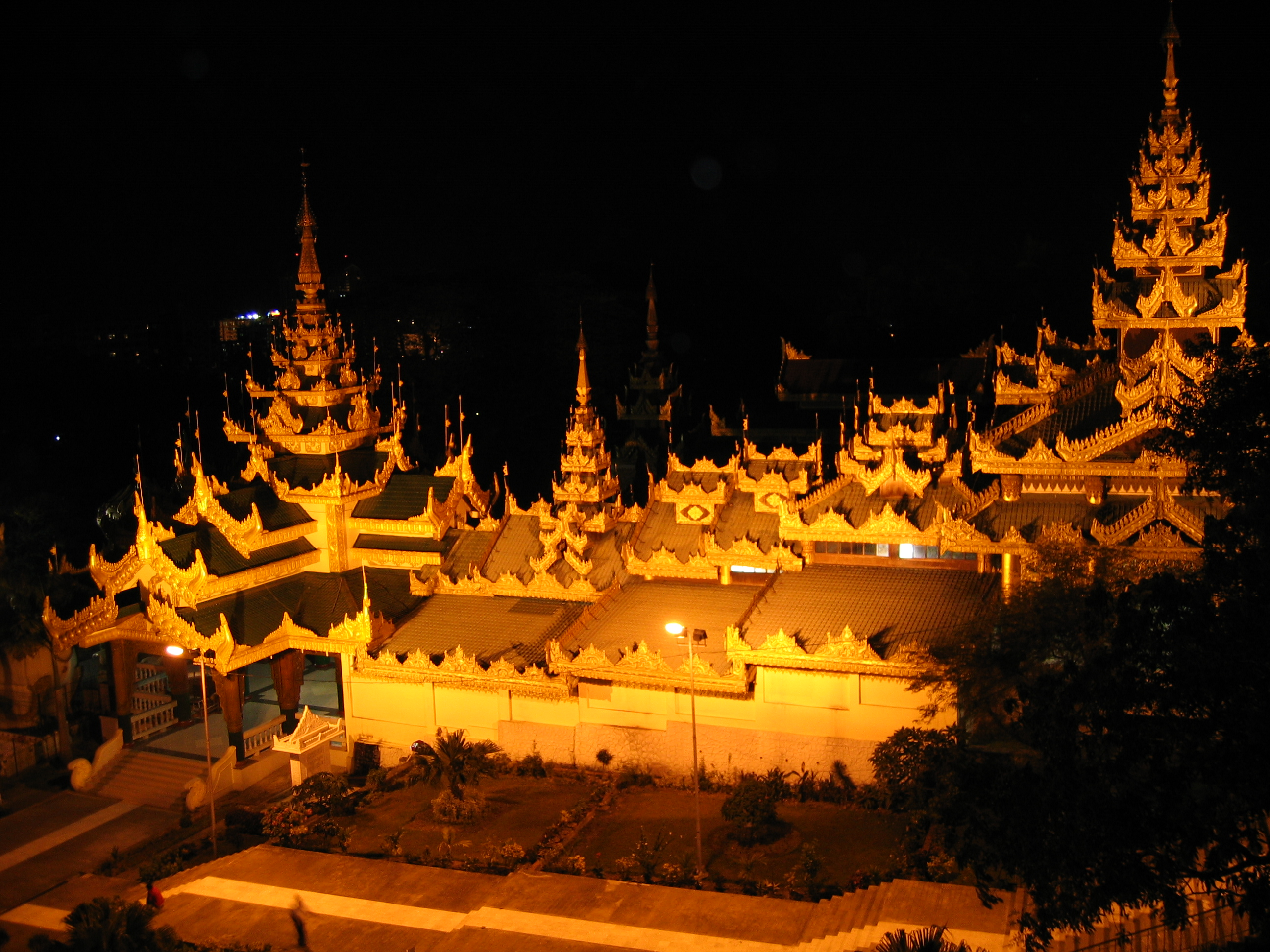
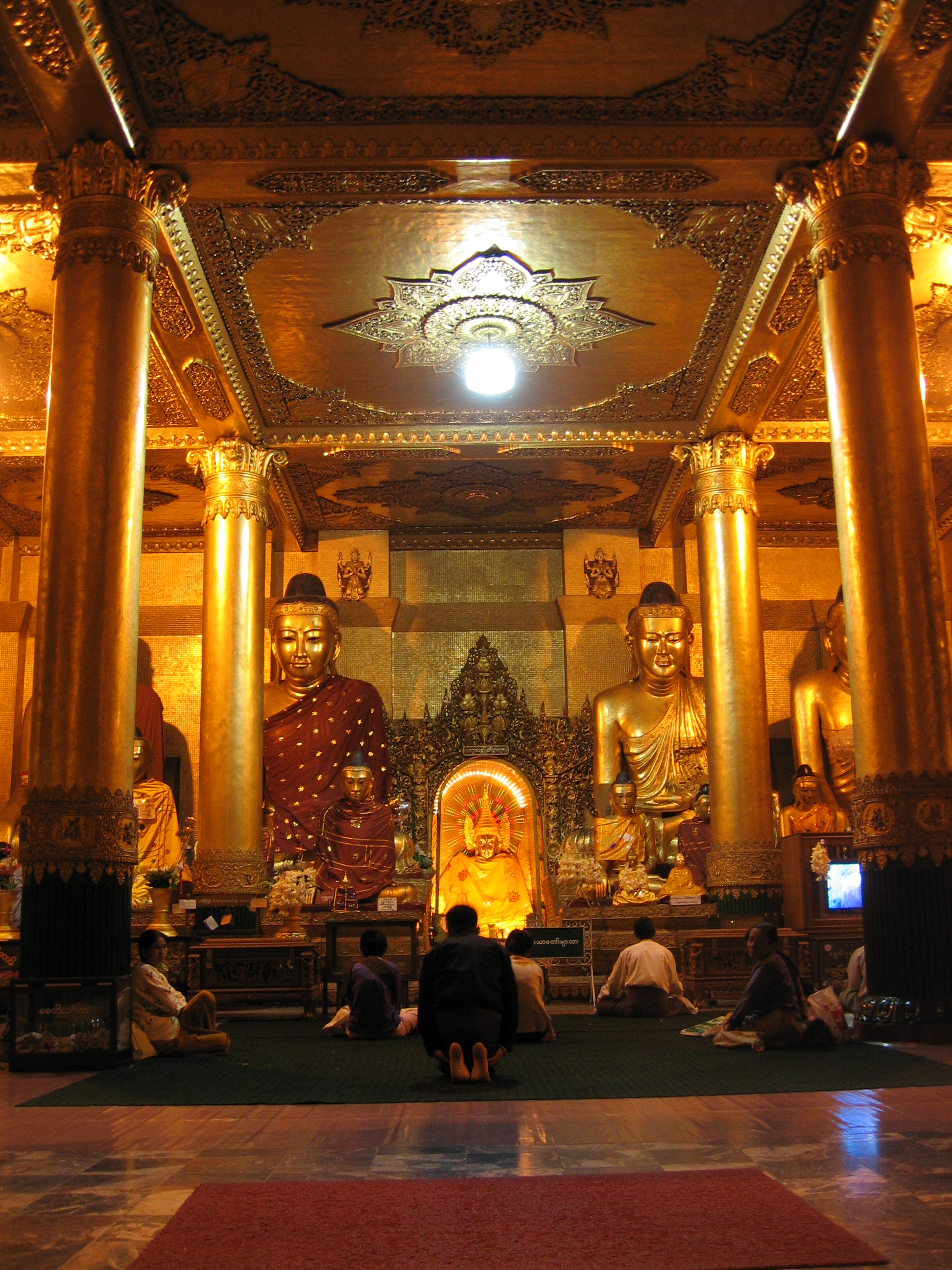
祈禱中的佛教徒
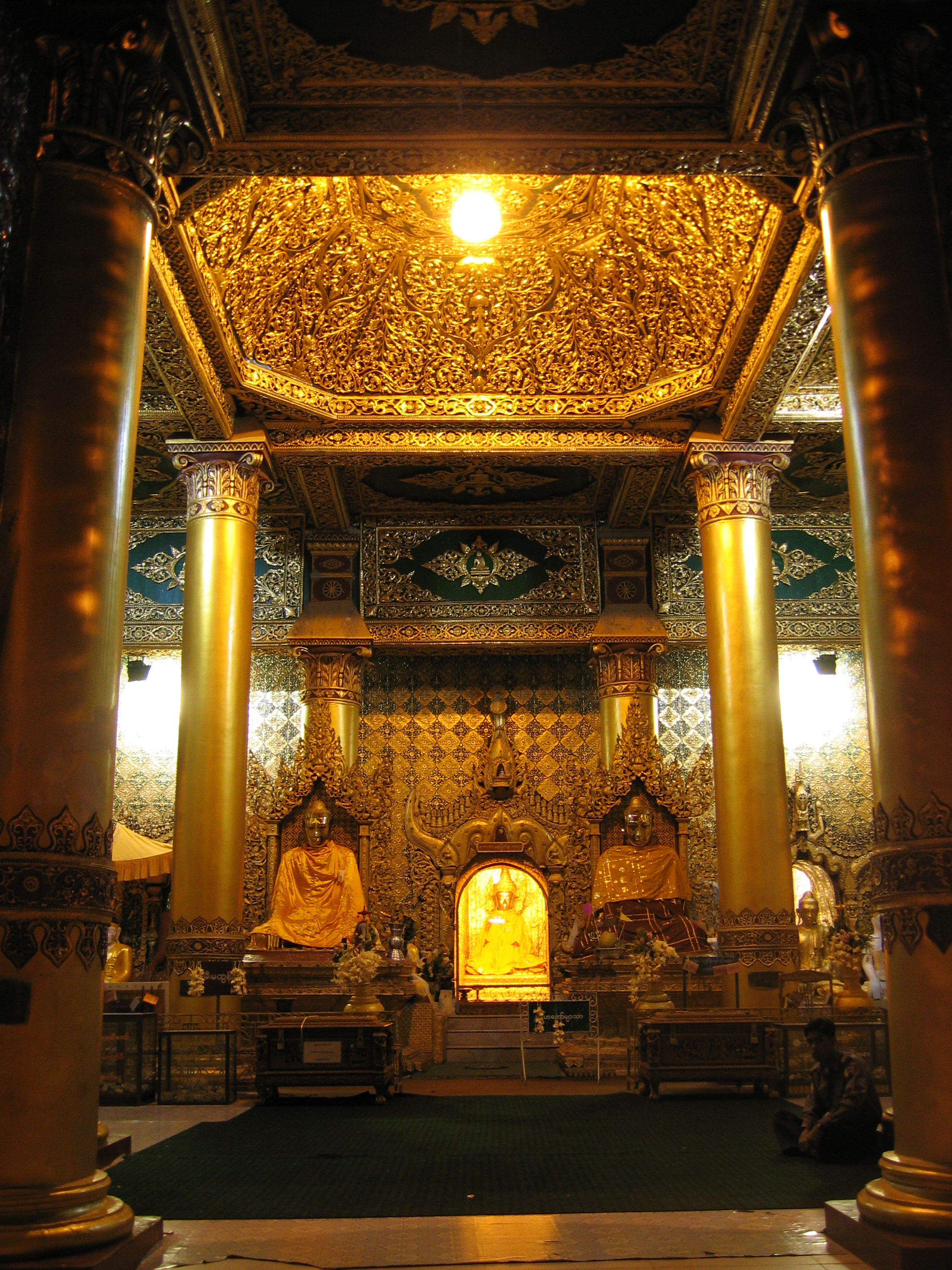
複雜圖紋的天花板
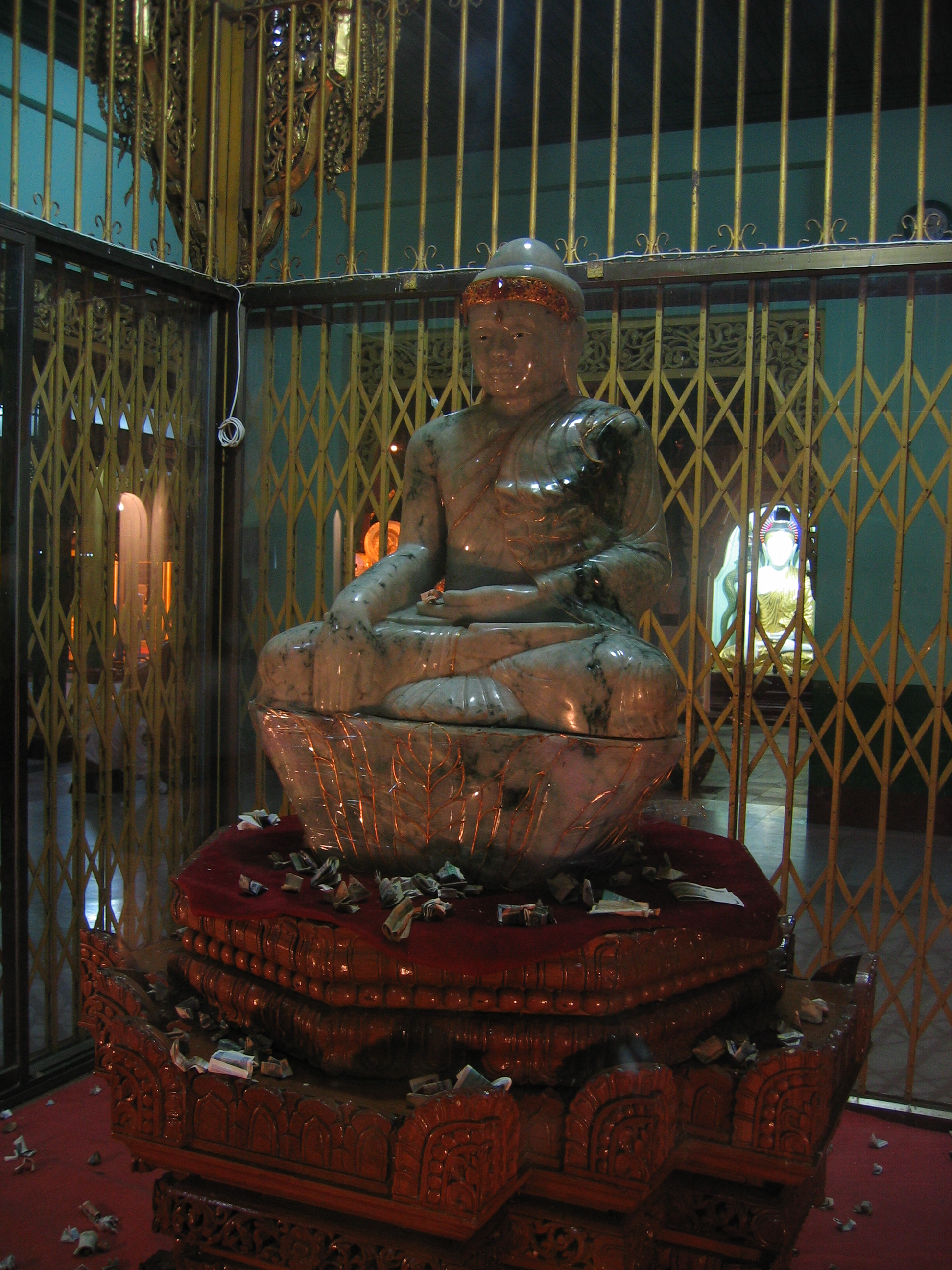
玉雕佛像
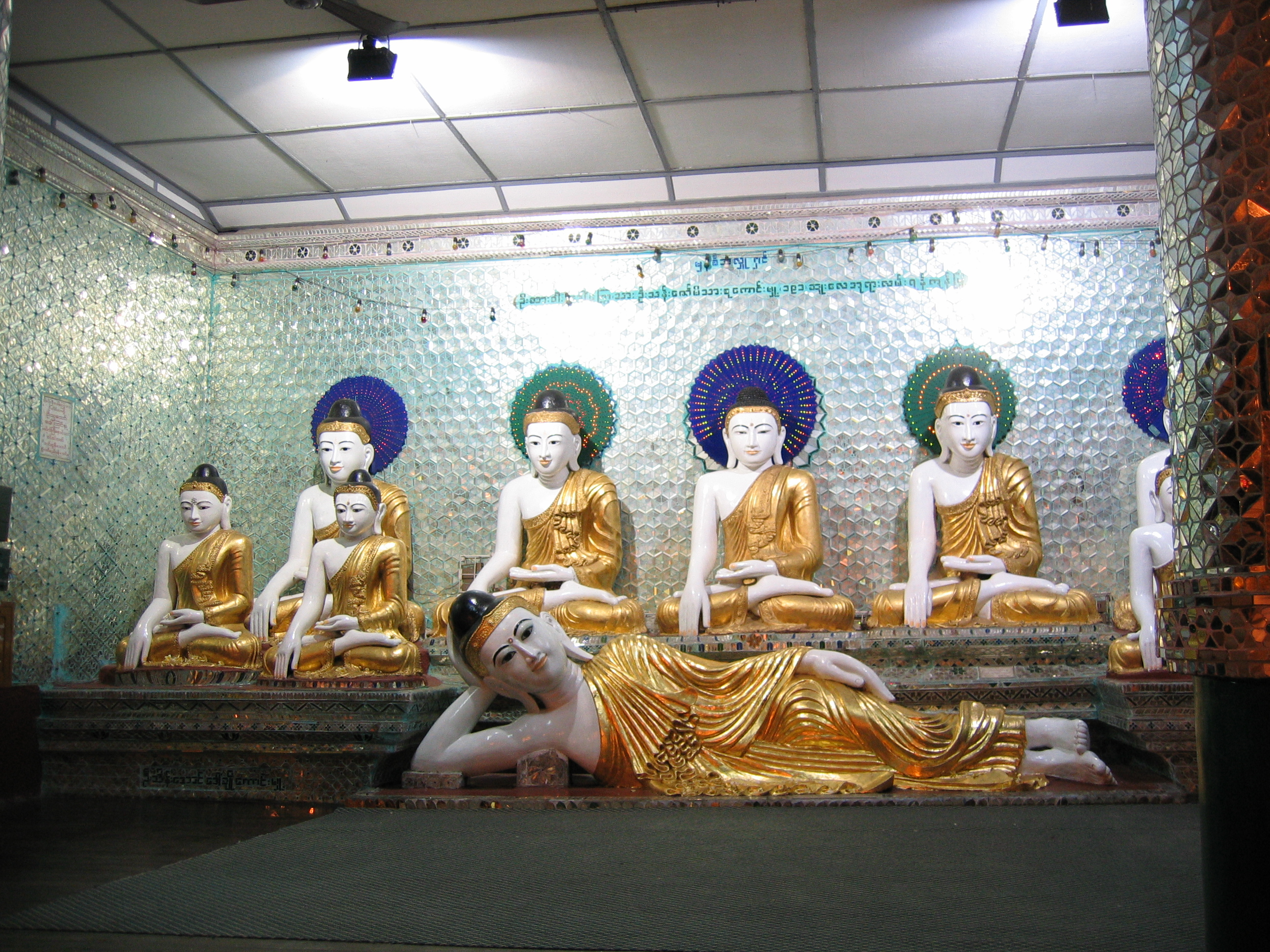
佛像
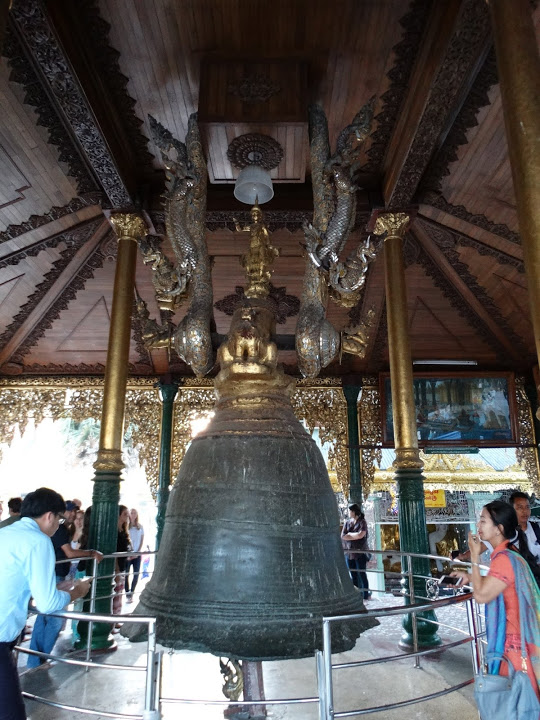
钟

## 外部連結
- The Legend of Shwedagon by Khin Myo Chit（页面存档备份，存于）
- Excellent Pictures on the terrace, aerial and in early 19th Century Paintings and a Brief History
- Myanmar Shwedagon Pagoda website
- Visitor information on Shwedagon Pagoda
- Excellent Photos of Shwedagon Pagoda on Molon's Photography Website（页面存档备份，存于）
- Photos of Shwedagon Pagoda on Geopium.org
- Rudyard Kipling's description of Shwedagon Pagoda in 1889
- Lt. J.E.Alexander's account, 1827, p153（页面存档备份，存于）

16°47′54″N 96°8′58″E / 16.79833°N 96.14944°E